# 藤本愛英
藤本 愛英（ふじもと いとえ、1977年12月4日 - ）は、出版社代表、フリー情報誌編集長で、テレビ熊本（TKU）の元アナウンサー。既婚。

## 略歴・人物
熊本県熊本市出身。熊本学園大学付属高等学校在校時に、同局の「若っ人ランド」のオーディションで高校生リポーター「パルルンズ」のメンバーとして採用され、以後大学時代までリポーターとして活躍。
熊本県立大学総合管理学部を卒業後、2001年にテレビ熊本の契約アナウンサーに。血液型A型。同局入社後はニュースなどを担当している。
また、地上デジタル放送推進大使のテレビ熊本代表アナウンサーでもある。
好きなものは、
ビール。
家庭に専念するため、2011年11月末で退社。
2012年秋、フリー情報誌を発行する出版社「フリースタイル」を熊本市に設立。会社代表と月刊のフリー情報誌「Prima（プリマ）（2012年9月29日創刊、毎月29日発行）」の編集長も務めている。またその傍ら、熊本市内でまだ言葉が話せない月齢の赤ちゃんと、手話やジェスチャーをもとにしたサインを通して、コミュニケーションをとる育児法「ベビーサイン」の教室にて講師を務めている。

## 過去の担当番組（独立後）

### ラジオ
RKKラジオ
- 小松士郎のラジオのたまご - 木曜担当（2015年4月 - 2017年9月）

## テレビくまもと在職中の担当番組
- TKU NEWS
- TKUスーパーニュースぴゅあピュア（第1部司会者）
- TKUスーパーニュース（土・日）
- ふたりのラブソング（水曜22:54〜23:00）※ナレーションを担当
- ふるさと歳時記（土曜11:40〜11:45）※前番組「守りたい小さな仲間たち」に引き続き、ナレーションを担当

## 熊本地区地上デジタル放送推進大使
2011年7月24日移行時点での藤本以外のメンバーは以下のとおり。括弧内肩書は2023年現在だが、池田を除きアナウンサーではなくなっている。
- NHK熊本放送局 池田伸子（現・東京アナウンス室）
- 熊本放送（RKKテレビ） 野溝美子（現・ラジオ制作部パーソナリティ兼ディレクター）
- くまもと県民テレビ（KKT） 村上美香（現フリー、「ヒトコト社」代表）
- 熊本朝日放送（KAB） 舩津真弓（現・東京支社）